# Katsusada Hirose
Katsusada Hirose (広瀬 勝貞, Hirose Katsusada, né le 25 juin 1942) est le gouverneur de la préfecture d’Ōita au Japon depuis 2003. 
Natif de la ville de Hita dans la préfecture d’Ōita, il étudie à l’Université de Tokyo et travaille ensuite au ministère de l'Économie, du Commerce et de l'Industrie de 1966 à 2003. Il est élu gouverneur en 2003.